# Haulchin (België)
Haulchin is een dorp in de Belgische provincie Henegouwen en een deelgemeente van de Waalse gemeente Estinnes.
Haulchin was een zelfstandige gemeente, tot die bij de gemeentelijke herindeling van 1977 deel werd van de gemeente Estinnes.
Er is een wijngaard genaamd Vignoble des Agaises.

## Bezienswaardigheden
- De Sint-Vincentiuskerk (Église Saint-Vincent) is een classicistisch kerkgebouw van 1778. De toren heeft een 13e-eeuwse onderbouw, de rest werd in de 16e eeuw sterk gewijzigd en in 1855 en 1904  gerestaureerd.
- De Pierre qui Pousse is een megaliet die in 1951 werd opgegraven en naar het centrum van het dorp werd overgebracht. Hij bestaat uit Landense zandsteen. Hij is beschadigd, vermoedelijk gebeurde dat in de middeleeuwen.

## Natuur en landschap
Haulchin ligt aan de Ruisseau des Coutures. De hoogte aan de kerk bedraagt 113 meter. De plaats ligt ook aan de Chaussée Brunehaut.

## Demografische ontwikkeling
- Bronnen:NIS, Opm:1831 tot en met 1970=volkstellingen, 1976= inwoneraantal op 31 december

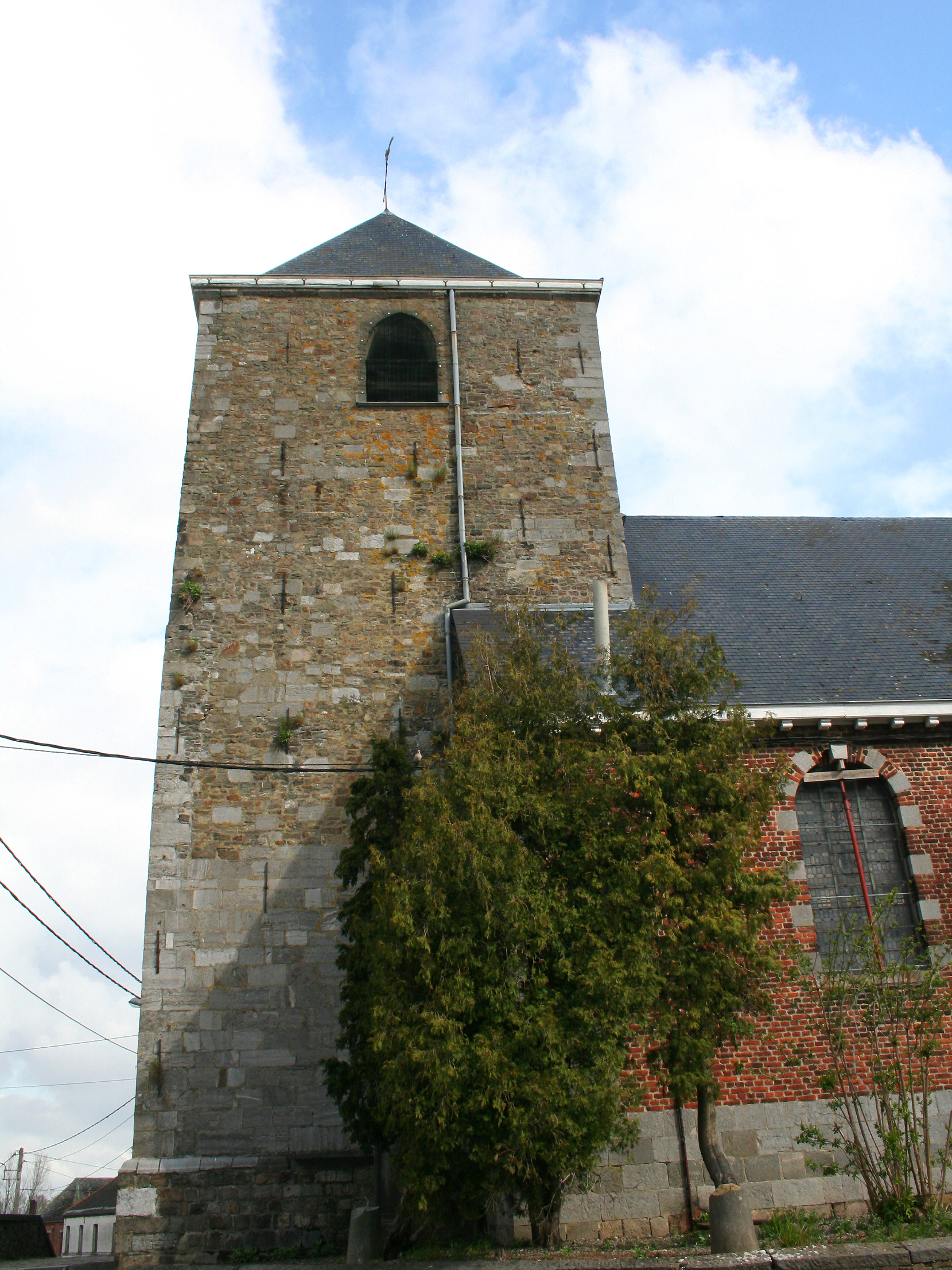
Sint-Vincentiuskerk

## Nabijgelegen kernen
Givry, Rouveroy, Croix-lez-Rouveroy, Estinnes-au-Mont, Vellereille-le-Sec